# Åre Östersund Lufthavn
Åre Östersund Lufthavn, (IATA: OSD, ICAO: ESNZ) er placeret på øen Frösön, 11 km vest for Östersund og 94 km øst for centrum af Åre, Jämtland i Sverige. I 2009 ekspederede den 330.869 passagerer og 2.911 landinger.

## Historie
Svenska flygvapnet etablerede i 1928 en Wing med navnet Jämtlands flygflottilj, F 4 Frösön. Flyvevåbnet var aktiv i Frösön indtil 17. juni 2005 hvor den sidste eskadrille forlod flyvepladsen og F 4 Frösön blev nedlagt.
I 1958 blev området åbnet op for civilt lufttrafik og de første passagerfly landede på stedet. En ny terminalbygning på over 1000 m2 til 17. millioner sek, blev indviet den 24. januar 2008.
Flere rejseudbydere arrangere charterflyvninger til 5 forskellige destinationer omkring Middelhavet. Om vinteren ankommer flere charterfly til lufthavnen med udenlandske skiturister der skal til Åre.

## Trafiktal
| År   | Passagerer | % forskel | Landinger | % forskel |
| ---- | ---------- | --------- | --------- | --------- |
| 2009 | 330.869    | 13.7      | 2.911     | 21.0      |
| 2008 | 383.419    | 2         | 2.406     | 9         |
| 2007 | 374.380    | 6         | 2.656     | 6         |
| 2006 | 396.189    | 2         | 2.822     | 1         |
| 2005 | 389.521    | 8         | 2.790     | 11        |